# إيغور ماتوفيتش
إيغور ماتوفيتش (ولد في 11 مايو 1973) سياسي سلوفاكي، رئيس وزراء سلوفاكيا الحالي، أسس حركة الناس العاديون التي كانت تعمل على تذكرة مكافحة الفساد وكانت سياسية إلى يمين الوسط. تم انتخابه في المجلس الوطني في عام 2010. وقد تميزت حملته لمكافحة الفساد بـ «الأعمال الدعائية لتسليط الضوء على الكسب غير المشروع المزعوم» مع التركيز بشكل خاص على الامتيازات البرلمانية والرشوة. أعيد انتخابه في عام 2020 ، وحصل حزبه على عدد كاف من المقاعد للدخول في حكومة ائتلافية مع ثلاثة أحزاب وسطية ويمينية أخرى. تم قبول اختيارات ماتوفيتش لحكومته من قبل الرئيس زوزانا سابوتوفا وعين رئيسًا للوزراء في 21 مارس 2020.